# Госс, Ольга Мэй
Ольга Мэй Госс (англ. Olga May Goss, 1916, Перт — 1994) — австралийский фитопатолог. Её исследования сделали австралийское сельскохозяйственное производство более устойчивым благодаря открытиям в области болезней растений.

## Образование
Госс родилась в Перте в 1916 году. Она была старшей из двух дочерей. Её родители не получили формального образования, но они поощряли интерес Госс к биологическим наукам. Когда Госс была ещё подростком, ей подарили микроскоп и она начала рассматривать мелкие экземпляры растений и животных.
Госс был академически одарённой и выиграла стипендию для обучения в хорошей средней школе. В 1934 году она выиграла общештатную научную выставку и поступила в Университет Западной Австралии. Она закончила обучение в 1937 году с отличием первой степени. Во время учёбы она помогала в исследовательской работе по паразитам бакланов, переводя соответствующие документы с немецкого на английский язык.

## Карьера
В 1938 году Госс была назначена лаборантом Университета Западной Австралии. Она работала в студенческих лабораториях и проводила исследования в области паразитологии. В 1939 году она стала демонстрантом (учёное звание); это увеличило её учебную нагрузку и оставило ей мало времени для исследований.
В 1943 году её наняли в детскую больницу принцессы Маргарет на должность патолога. Примерно в это же время она заболела и два года не могла ходить. Она провела месяцы в больнице. Надеясь найти новую работу вдали от больницы, чтобы ограничить риск заражения, Госс связалась с Министерством сельского хозяйства Западной Австралии, где ей предложили работу в области фитопатологии. Военнослужащие, вернувшиеся в Австралию после Второй мировой войны, были заинтересованы в сельскохозяйственных работах, и департамент отвечал за помощь этим новым садоводам.
Госс работала в Министерстве сельского хозяйства Западной Австралии с 1945 по 1980 год. Её последняя должность была — старший фитопатолог. Она развивала экспертные знания, особенно в отношении нематод. Так как Ольга Госс была женщиной, ей платили меньше, чем её коллегам-мужчинам, несмотря на её опыт. Ей также ограничили возможность совершать официальные поездки на места. Среди её первых успехов были методы лечения бактериального рака томатов и парши яблок. Она отслеживала перемещение инфекций при завозе продукции из других стран. Позже она провела исследование нематод в Австралии и обнаружила, что многие болезни сельскохозяйственных культур возникают из-за нематод, поражающих корни, и их можно лечить с помощью фумигантов.
В 1983 году Госс опубликовала руководство под названием «Практические рекомендации по гигиене питомников» с рекомендациями по борьбе с садовыми вредителями и болезнями. Он послужил частью основы системы аккредитации питомников в Западной Австралии.

## Награды
- 2017 — Посмертно введена в Зал славы женщин Западной Австралии[6]
- 1978 — Австралийский специалист по питомникам года — первая женщина, удостоенная этой чести[6][7]

## Личная жизнь
Госс была бы вынуждена уйти из Министерства сельского хозяйства, если бы она вышла замуж, поэтому она осталась незамужней и бездетной, хотя у неё были длительные отношения.
Она страдала от хронических болей и астмы.
Коллеги помнят Госс как самоотверженного, заботливого наставника с обширным научным опытом.